# بيلي فيلد
بيلي فيلد (بالإنجليزية: Billy Field)‏ هو لاعب كرة القدم الغالية أيرلندي، ولد في 1952 في Blackrock, Cork ‏ في جمهورية أيرلندا.